# Spoorlijn Monthermé-Château-Regnault-Bogny - Phade
De Spoorlijn Monthermé-Château-Regnault-Bogny - Phade was een Franse spoorlijn van Bogny-sur-Meuse naar Monthermé. De lijn was 2,8 km lang en heeft als lijnnummer 224 000.

## Geschiedenis
De lijn werd aangelegd door de Compagnie des chemins de fer de l'Est en geopend op 8 maart 1873. De lijn werd aangelegd om Monthermé van een reizigersstation te voorzien, in praktijk is de lijn voornamelijk gebruikt voor diverse lokale industrieën in Laval-Dieu en Phade. Reizigersverkeer werd tussen station Monthermé en Laval-Dieu werd afgehandeld door de Chemins de fer départementaux des Ardennes, hiertoe was de lijn op dit gedeelte ook voorzien van meterspoor.

## Aansluitingen
In de volgende plaats was er een aansluiting op de volgende spoorlijn:
Mulhouse
RFN 205 000, spoorlijn tussen Soissons en Givet